# Aprendre fent

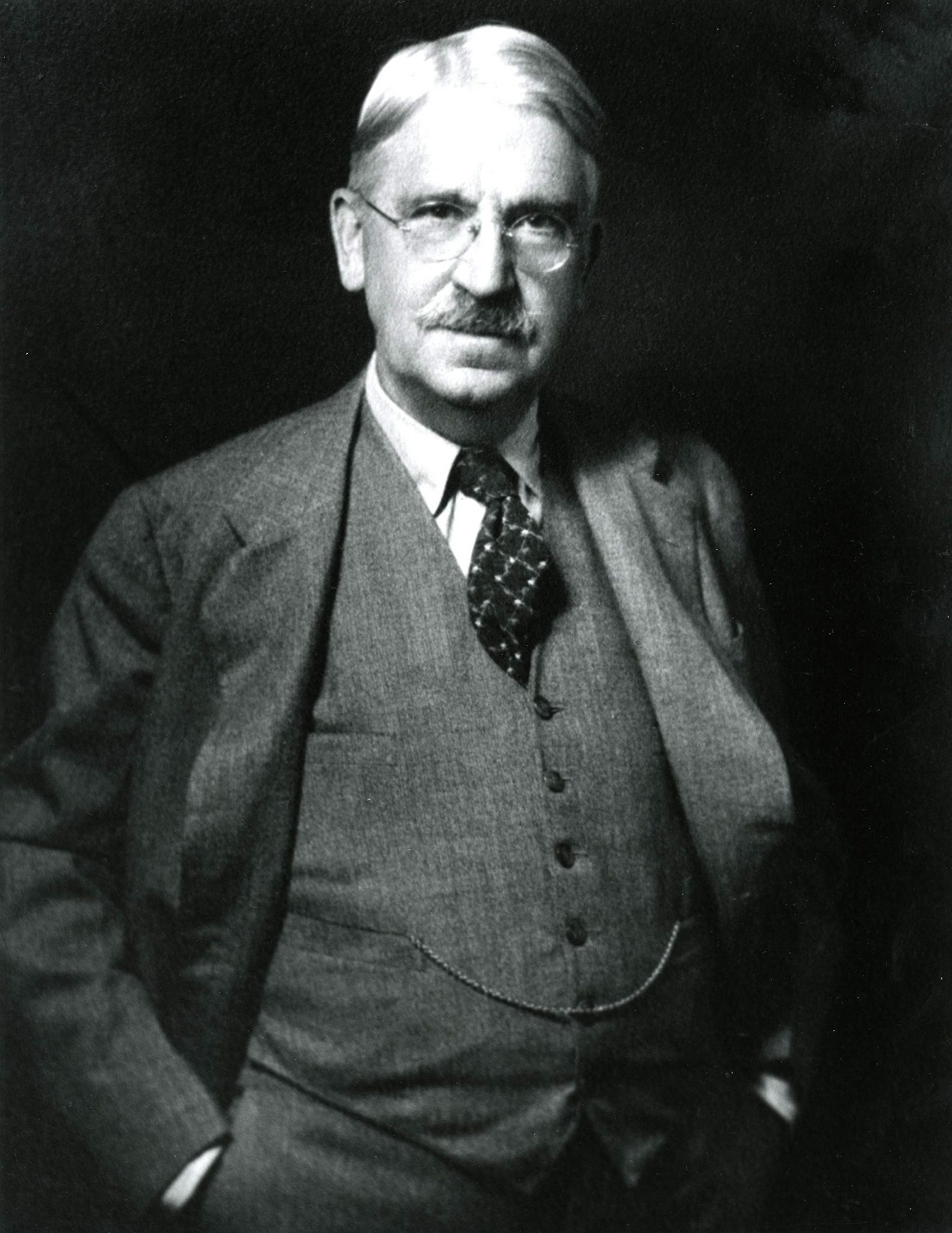
John Dewey

L'aprendre fent, de l'anglès "learning by doing", es refereix a una teoria de l'educació exposada pel filòsof nord-americà John Dewey. Va teoritzar que l'aprenentatge hauria de ser rellevant i pràctic, no només passiu i teòric. Va implementar aquesta idea creant la University of Chicago Laboratory School. Les seves opinions han estat importants per establir pràctiques d'educació progressiva.
"Crec que l'escola ha de representar la vida actual: la vida real i vital per al nen com la que porta a casa, al barri o al pati".
- John Dewey (El meu Credo Pedagògic).
"... Els professors presentarien problemes de la vida real als nens i després guiaren els estudiants a resoldre el problema proporcionant-los una activitat pràctica per aprendre la solució ..." La cuina i la costura s'havien d'ensenyar a l'escola i ser una rutina. La lectura, l'escriptura i les matemàtiques havien de ser ensenyades en el curs diari d'aquestes rutines. La casa, la cuina i la costura tenien aquests components escolars i aquestes activitats també representaven la vida diària dels estudiants.
Dewey va expandir aquests principis en Democràcia i Educació (1916).